# Rhizofabronia persoonii
Rhizofabronia persoonii là một loài Rêu trong họ Fabroniaceae. Loài này được (Schwägr.) M. Fleisch. miêu tả khoa học đầu tiên năm 1923.